# Ясиньская, Эльжбета
Эльжбета Ясиньская (пол. Elżbieta Jasińska) — польская актриса театра, кино и телевидения, сценарист.

## Биография
Родилась 16 марта 1948 года в Грыфице. Актёрское образование получила в Киношколе в Лодзи, которую окончила в 1970 году. Актриса «Нового театра» в Лодзи. Выступала в спектаклях «театра телевидения» в 1970—1984 гг. С 1985 года проживает в Бельгии.

## Избранная фильмография (актриса)
- 1972 — На краю пропасти / Na krawędzi — секретарша
- 1973 — Дорога / Droga — доктор Мария Левандовская (только в 6-й серии)
- 1975 — Директора / Dyrektorzy — женщина (только в 1-й серии)
- 1976 — Далеко от шоссе / Daleko od szosy — врач в поликлинике (только во 2-й серии)
- 1977 — Миллионер / Millioner — Ядзька, сётра Зоськи
- 1982 — Долина Иссы / Dolina Issy — Пола
- 1984 — Секс-миссия / Seksmisja — фальшивый Макс
- 1987 — Кингсайз / Kingsajz — руководительница магазина
- 1994 — Три цвета: Красный / Trois Couleurs: Rouge — женщина